# David LaChapelle

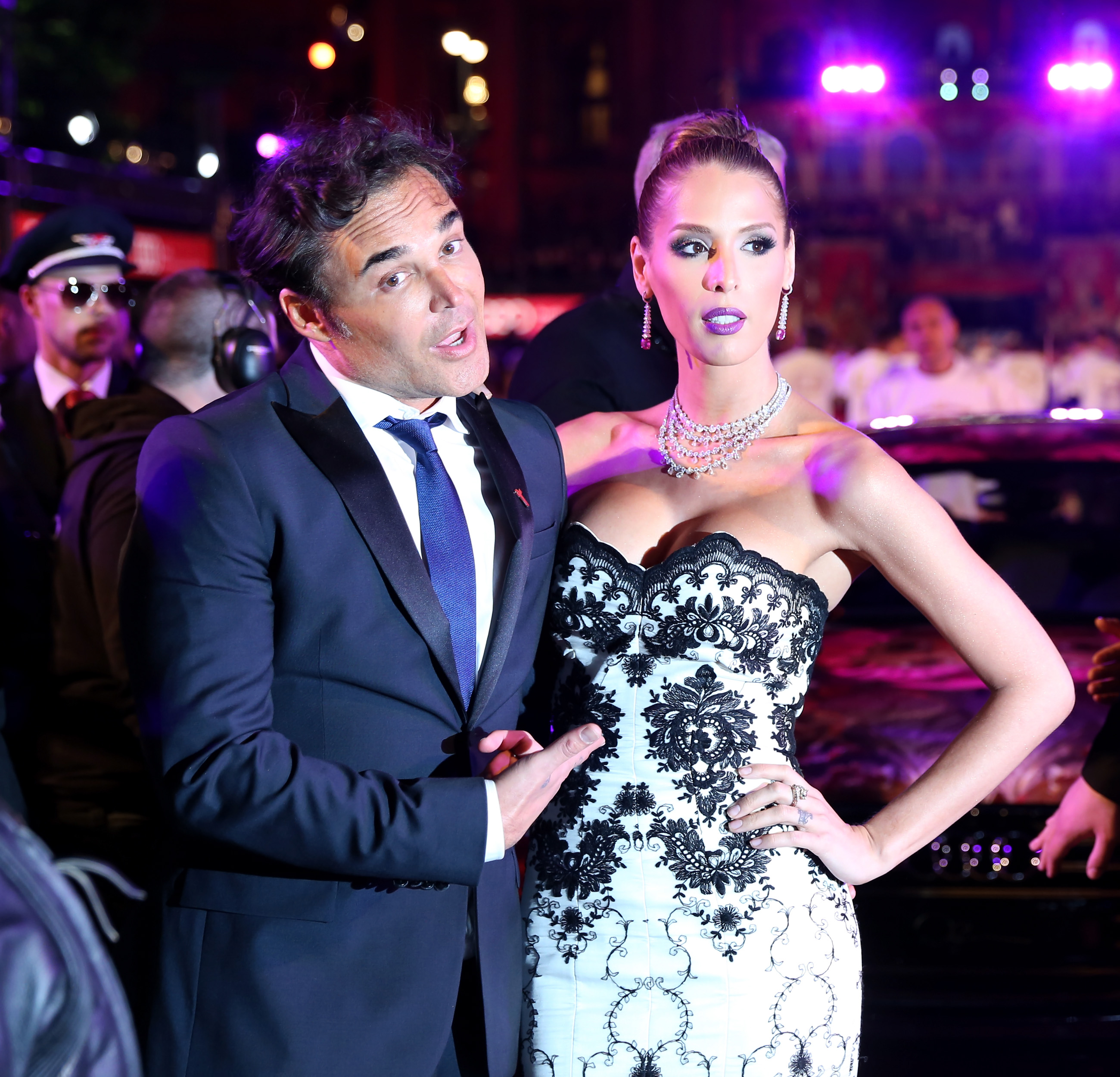
David LaChapelle mit Carmen Carrera (Life Ball 2014)

David LaChapelle (* 11. März 1963 in Connecticut) ist ein US-amerikanischer Fotograf und Regisseur.

## Leben
LaChapelle studierte an der Art Student’s League und der School of Visual Arts. Seine erste Anstellung wurde ihm von Andy Warhol ermöglicht, für dessen Zeitschrift Interview-Magazine er in den 80er Jahren als Fotograf arbeitete.
LaChapelle gewann zahlreiche Auszeichnungen für seine Arbeit: 12 Annual MVPA Award für „Video des Jahres“, MTV Europe Music Award für „Bestes Video“, Art Director’s Club Award für „Bestes Buch-Design“.
Er fotografierte zahlreiche Prominente (Sänger, Models, Künstler etc.) wie z. B. Mariah Carey, Naomi Campbell, Eminem, Courtney Love, Lil’ Kim, Britney Spears, Tom Jones, David Beckham, Whitney Houston, Madonna, Michael Jackson, Keith Richards, Fleetwood Mac und Cecily Brown.
Außerdem führte er Regie in einigen Musikvideos; unter anderem von Christina Aguilera, Britney Spears, Jennifer Lopez, No Doubt, Avril Lavigne, Moby, Elton John (z. B. Who Believes In Angels?), The Dandy Warhols, Florence + the Machine und Amy Winehouse.
2005 erschien sein erster Dokumentarfilm Rize – Uns hält nichts auf! über eine urbane Tanzkultur, eine Art „Ghetto-Ballet“ aus den Schwarzenvierteln von Los Angeles. Zur Vorbereitung hatte er 2004 auf dem Sundance Film Festival den Kurzfilm „Krumped“ vorgestellt, dessen Material teilweise in Rize eingeflossen ist.
David LaChapelle lebt offen homosexuell und erhielt im Jahre 2006 den Vito Russo Award.

## Filmografie (Auswahl)

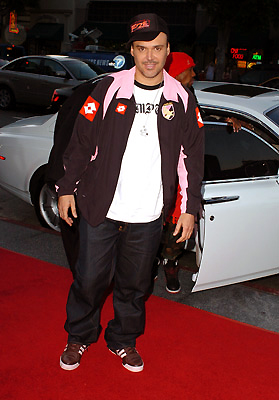
David LaChapelle in Hollywood zur Premiere seines Films „Rize“ im Juni 2005

- 2003: Clowns in the Hood (Fernsehfilm)
- 2004: Krumped
- 2005: Rize – Uns hält nichts auf! (Rize)
- 2005: Elton John: The Red Piano (Fernsehfilm)

## Ausstellungen
- In Berlin lief von Dezember 2006 bis Mai 2007 in der Helmut Newton Stiftung die Ausstellung „NEWTON NACHTWEY LA CHAPELLE: MEN, WAR & PEACE“
- Die Kestnergesellschaft in Hannover zeigte von Februar bis Mai 2011 zum ersten Mal Fotos der neuen Serie „Earth Laughs In Flowers“: 10 großformatige Blumenstillleben. Der Titel ist ein Zitat des amerikanischen Dichters und Philosophen Ralph Waldo Emerson.[4]
- 2012: Jesus is My Homeboy, Jablonka Galerie in der Böhm Chapel, Hürth[5]
- 2013: Still Life, Galerie Daniel Templon, Paris.
- 2014: Once in the Garden, Galerie OstLicht, Wien.[6]

- 2015: Land Scape, in der Pinacoteca Nazionale di Bologna im Rahmen der Biennale FOTO/INDUSTRIA[7]